# 沃茲西亞茨凱
47°39′39″N 32°6′38″E / 47.66083°N 32.11056°E

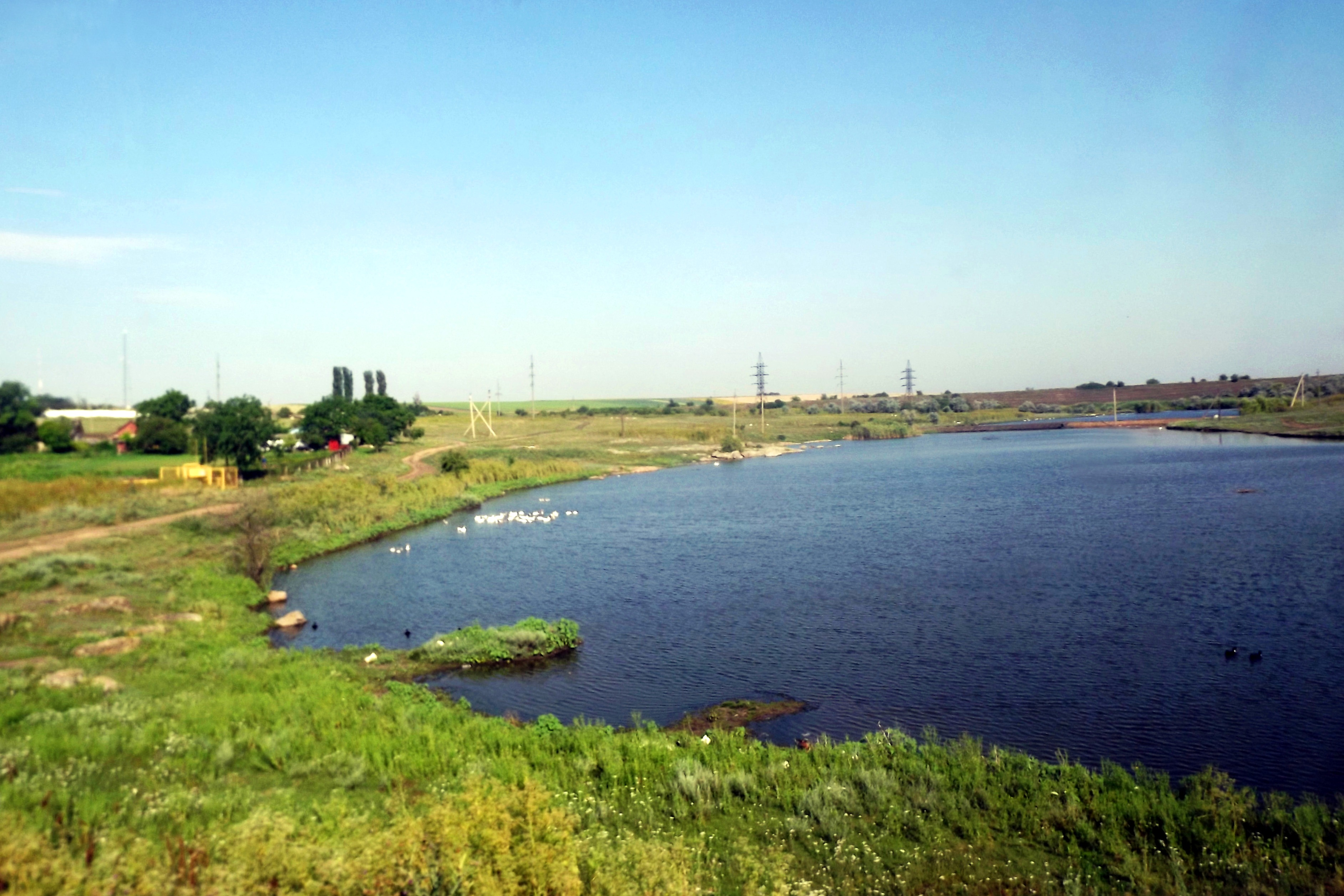
池塘

沃茲西亞茨凯（烏克蘭語：Возсіятське），是烏克蘭南部尼古拉耶夫州沃兹涅先斯克区葉拉涅茨市鎮的村庄。處於格羅莫克利亞河畔，始建於1808年，面積3.5平方公里，海拔高度64米，2001年人口2,185。